# Thylamys pusillus
Thylamys pusillus is een zoogdier uit de familie van de opossums (Didelphidae). De wetenschappelijke naam van de soort werd voor het eerst geldig gepubliceerd door Anselme Gaëtan Desmarest in 1804.

## Voorkomen
De soort komt voor in Paraguay, zuidoostelijk Bolivia en noordelijk Argentinië.